# Quatrième circonscription de l'Ain
La quatrième circonscription de l'Ain est l'une des cinq circonscriptions législatives françaises que compte le département de  l'Ain (01), en région Auvergne-Rhône-Alpes.
Elle est représentée dans la XVIIe législature par Jérôme Buisson, député du Rassemblement national.

## Description géographique et démographique

Carte de la quatrième circonscription de l'Ain avant le redécoupage de 2012

La quatrième circonscription de l'Ain, située dans l'ouest du département, a d'abord été délimitée par le découpage électoral élaboré lors du redécoupage des circonscriptions législatives françaises de 1986, et regroupait les divisions administratives suivantes : 
- Canton de Bâgé-le-Châtel
- Canton de Chalamont
- Canton de Châtillon-sur-Chalaronne
- Canton de Miribel
- Canton de Pont-de-Vaux
- Canton de Pont-de-Veyle
- Canton de Reyrieux
- Canton de Saint-Trivier-sur-Moignans
- Canton de Thoissey
- Canton de Trévoux
- Canton de Villars-les-Dombes.

Depuis l'ordonnance no 2009-935 du 29 juillet 2009, ratifiée par le Parlement français le 21 janvier 2010, elle regroupe les divisions administratives suivantes : 
- Canton de Bâgé-le-Châtel
- Canton de Bourg-en-Bresse-Sud
- Canton de Chalamont
- Canton de Châtillon-sur-Chalaronne
- Canton de Péronnas
- Canton de Pont-de-Veyle
- Canton de Saint-Trivier-sur-Moignans
- Canton de Thoissey
- Canton de Villars-les-Dombes.

### Pyramide des âges
| Hommes | Classe d’âge   | Femmes |
| ------ | -------------- | ------ |
| 8      | 65 ans et plus | 10     |
| 29     | 20 à 64 ans    | 28     |
| 13     | 0 à 19 ans     | 12     |

### Catégorie socio-professionnelle
Répartition de la population active par catégorie socio-professionnelle en 2013
| Agriculteurs | Artisans, commerçants, chefs d'entreprise | Cadres, professions intellectuelles | Professions intermédiaires | Employés | Ouvriers | Retraités | Autres |
| ------------ | ----------------------------------------- | ----------------------------------- | -------------------------- | -------- | -------- | --------- | ------ |
| 1,2 %        | 4,1 %                                     | 6,4 %                               | 15,3 %                     | 16,4 %   | 16,6 %   | 26,3 %    | 13,6 % |

## Historique des députations
| Législature | Début de mandat | Fin de mandat  | Député             | Parti politique | Observations                                                                                             |
| ----------- | --------------- | -------------- | ------------------ | --------------- | --- |
| IXe         | 23 juin 1988    | 1er avril 1993 | Michel Voisin      | UDF             | Maire de Replonges                                                                                       |
| Xe          | 2 avril 1993    | 21 avril 1997  | Michel Voisin      | UDF             | Maire de Replonges Mandat écourté à la suite d'une dissolution parlementaire décidée par Jacques Chirac. |
| XIe         | 12 juin 1997    | 18 juin 2002   | Michel Voisin      | UDF             | Maire de Replonges                                                                                       |
| XIIe        | 19 juin 2002    | 19 juin 2007   | Michel Voisin      | UMP             | Maire de Replonges                                                                                       |
| XIIIe       | 20 juin 2007    | 19 juin 2012   | Michel Voisin      | UMP             | Maire de Replonges                                                                                       |
| XIVe        | 20 juin 2012    | 20 juin 2017   | Michel Voisin      | UMP             | |
| XVe         | 21 juin 2017    | 21 juin 2022   | Stéphane Trompille | LREM            | |
| XVIe        | 22 juin 2022    | 9 juin 2024    | Jérôme Buisson     | RN              | Mandat écourté à la suite d'une dissolution parlementaire décidée par Emmanuel Macron.                   |

## Historique des résultats

### Élections de 1988
| Candidat       | Candidat               | Parti           | Premier tour | Premier tour | Second tour | Second tour |  |
| Candidat       | Candidat               | Parti           | Voix         | %            | Voix        | %           |  |
| -------------- | ---------------------- | --------------- | ------------ | ------------ | ----------- | ----------- |  |
|                | Noël Ravassard sortant | PS              | 20 419       | 43,26        | 26 451      | 49,31       |  |
|                | Michel Voisin élu      | UDF (CDS) (URC) | 15 727       | 33,32        | 27 188      | 50,69       |  |
|                | Philippe Hartemann     | FN              | 5 326        | 11,28        |             |             |  |
|                | Bernard Lobietti       | diss. UDF       | 3 028        | 6,42         |             |             |  |
|                | Christian Desmaris     | PCF             | 1 924        | 4,08         |             |             |  |
|                | Alain Coquard          | Divers gauche   | 774          | 1,64         |             |             |  |
|                |                        |                 |              |              |             |             |  |
| Inscrits       | Inscrits               | Inscrits        | 78 850       | 100,00       | 78 835      | 100,00      |  |
| Abstentions    | Abstentions            | Abstentions     | 30 821       | 39,09        | 24 273      | 30,79       |  |
| Votants        | Votants                | Votants         | 48 029       | 60,91        | 54 562      | 69,21       |  |
| Blancs et nuls | Blancs et nuls         | Blancs et nuls  | 831          | 1,73         | 923         | 1,69        |  |
| Exprimés       | Exprimés               | Exprimés        | 47 198       | 98,27        | 53 639      | 98,31       |  |

Le Docteur Henri Desmonceaux, médecin à Trévoux, conseiller général du canton de Trévoux, était le suppléant de Michel Voisin.

### Élections de 1993
| Candidat       | Candidat                    | Parti          | Premier tour | Premier tour | Second tour | Second tour |  |
| Candidat       | Candidat                    | Parti          | Voix         | %            | Voix        | %           |  |
| -------------- | --------------------------- | -------------- | ------------ | ------------ | ----------- | ----------- |  |
|                | Michel Voisin sortant réélu | UDF (CDS)      | 25 753       | 48,86        | 31 627      | 71,98       |  |
|                | André Clavel                | FN             | 9 203        | 17,46        | 12 309      | 28,02       |  |
|                | Michel Raymond              | PS (ADFP)      | 8 408        | 15,95        |             |             |  |
|                | Alain Moussel               | GÉ (EÉ)        | 4 486        | 8,51         |             |             |  |
|                | Christian Desmaris          | PCF            | 2 816        | 5,34         |             |             |  |
|                | Dominique Aubert            | LT-LNÉ         | 2 042        | 3,87         |             |             |  |
|                |                             |                |              |              |             |             |  |
| Inscrits       | Inscrits                    | Inscrits       | 84 660       | 100,00       | 84 654      | 100,00      |  |
| Abstentions    | Abstentions                 | Abstentions    | 28 638       | 33,83        | 32 910      | 38,88       |  |
| Votants        | Votants                     | Votants        | 56 022       | 66,17        | 51 744      | 61,12       |  |
| Blancs et nuls | Blancs et nuls              | Blancs et nuls | 3 314        | 5,92         | 7 808       | 15,09       |  |
| Exprimés       | Exprimés                    | Exprimés       | 52 708       | 94,08        | 43 936      | 84,91       |  |

Benoit de Chassey, ingénieur, maire de Neyron, était le suppléant de Michel Voisin. Dominique Aubert est déclarée inéligible en raison du rejet de son compte de campagne (décision n° 93-1742 AN du 25 novembre 1993 du Conseil constitutionnel).

### Élections de 1997
| Candidat       | Candidat                    | Parti          | Premier tour | Premier tour | Second tour | Second tour |  |
| Candidat       | Candidat                    | Parti          | Voix         | %            | Voix        | %           |  |
| -------------- | --------------------------- | -------------- | ------------ | ------------ | ----------- | ----------- |  |
|                | Michel Voisin sortant réélu | UDF (FD)       | 20 388       | 37,43        | 32 294      | 55,92       |  |
|                | Michel Raymond              | PS             | 14 630       | 26,86        | 25 454      | 44,08       |  |
|                | Jean-Loup de Lacheisserie   | FN             | 10 836       | 19,89        |             |             |  |
|                | Marcelle Dos Santos         | PCF            | 2 591        | 4,76         |             |             |  |
|                | Jean-Paul Gaucher           | Les Verts      | 1 982        | 3,64         |             |             |  |
|                | Gilles Dommanget            | MPF (LDI)      | 1 667        | 3,06         |             |             |  |
|                | Paul Biajoux                | GÉ             | 1 348        | 2,47         |             |             |  |
|                | Daniel Véricel              | CAP            | 1 033        | 1,90         |             |             |  |
|                |                             |                |              |              |             |             |  |
| Inscrits       | Inscrits                    | Inscrits       | 87 236       | 100,00       | 87 210      | 100,00      |  |
| Abstentions    | Abstentions                 | Abstentions    | 29 594       | 33,92        | 25 753      | 29,53       |  |
| Votants        | Votants                     | Votants        | 57 642       | 66,08        | 61 457      | 70,47       |  |
| Blancs et nuls | Blancs et nuls              | Blancs et nuls | 3 167        | 5,49         | 3 709       | 6,04        |  |
| Exprimés       | Exprimés                    | Exprimés       | 54 475       | 94,51        | 57 748      | 93,96       |  |

Le suppléant de Michel Voisin était Olivier Eyraud, agriculteur, conseiller général du canton de Reyrieux.

### Élections de 2002
| Candidat       | Candidat                    | Parti                   | Premier tour | Premier tour | Second tour | Second tour |  |
| Candidat       | Candidat                    | Parti                   | Voix         | %            | Voix        | %           |  |
| -------------- | --------------------------- | ----------------------- | ------------ | ------------ | ----------- | ----------- |  |
|                | Michel Voisin sortant réélu | UMP                     | 28 045       | 45,73        | 33 671      | 63,50       |  |
|                | Michel Raymond              | PS                      | 15 110       | 24,64        | 19 358      | 36,50       |  |
|                | Jean-Loup de Lacheisserie   | FN                      | 10 102       | 16,47        |             |             |  |
|                | Françoise Mandras           | CPNT                    | 1 325        | 2,16         |             |             |  |
|                | Anne Partensky              | Les Verts               | 956          | 1,56         |             |             |  |
|                | Dominique Vial              | Pôle républicain        | 844          | 1,38         |             |             |  |
|                | Jean-François Mortel        | LCR                     | 832          | 1,36         |             |             |  |
|                | Jacqueline Burgat           | PCF                     | 733          | 1,20         |             |             |  |
|                | Gilles Dommanget            | RPF                     | 667          | 1,09         |             |             |  |
|                | Philippe Lebreton           | Divers écologiste (MÉI) | 624          | 1,02         |             |             |  |
|                | Renée Jouvet                | MNR                     | 551          | 0,90         |             |             |  |
|                | Michèle Levêque             | MPF                     | 512          | 0,83         |             |             |  |
|                | Électre Dracos              | LO                      | 492          | 0,80         |             |             |  |
|                | Christiane Bataillard       | Extrême gauche          | 225          | 0,37         |             |             |  |
|                | Hamida Bensmaine            | Divers écologiste (GÉ)  | 210          | 0,34         |             |             |  |
|                | Christelle Prétre           | Divers                  | 75           | 0,12         |             |             |  |
|                | Marcel Damien               | Divers                  | 29           | 0,05         |             |             |  |
|                |                             |                         |              |              |             |             |  |
| Inscrits       | Inscrits                    | Inscrits                | 98 271       | 100,00       | 98 265      | 100,00      |  |
| Abstentions    | Abstentions                 | Abstentions             | 35 866       | 36,5         | 43 522      | 44,29       |  |
| Votants        | Votants                     | Votants                 | 62 405       | 63,5         | 54 743      | 55,71       |  |
| Blancs et nuls | Blancs et nuls              | Blancs et nuls          | 1 073        | 1,72         | 1 714       | 3,13        |  |
| Exprimés       | Exprimés                    | Exprimés                | 61 332       | 98,28        | 53 029      | 96,87       |  |

Le suppléant de Michel Voisin était Olivier Eyraud, agriculteur, conseiller général du canton de Reyrieux.

### Élections de 2007
|                | Michel Voisin sortant réélu | UMP            | 33 777  | 53,14  |  |  |  |
|                | Christophe Greffet          | PS             | 12 395  | 19,50  |  |  |  |
|                | Pierre Cormorèche           | UDF–MoDem      | 4 895   | 7,70   |  |  |  |
|                | Jean-Loup de Lacheisserie   | FN             | 3 541   | 5,57   |  |  |  |
|                | Claude Montessuit           | Les Verts      | 2 409   | 3,79   |  |  |  |
|                | Catherine Vacle             | SÉGA           | 2 133   | 3,36   |  |  |  |
|                | Jacqueline Burgat           | PCF            | 1 270   | 2,00   |  |  |  |
|                | Hervé Le Maout              | MPF            | 1 081   | 1,70   |  |  |  |
|                | Christel Michaud            | MÉI            | 737     | 1,16   |  |  |  |
|                | Marie-Françoise Mandras     | CPNT           | 716     | 1,13   |  |  |  |
|                | Electre Dracos              | LO             | 608     | 0,96   |  |  |  |
|                |                             |                |         |        |  |  |  |
| Inscrits       | Inscrits                    | Inscrits       | 109 734 | 100,00 |  |  |  |
| Abstentions    | Abstentions                 | Abstentions    | 45 215  | 41,2   |  |  |  |
| Votants        | Votants                     | Votants        | 64 519  | 58,8   |  |  |  |
| Blancs et nuls | Blancs et nuls              | Blancs et nuls | 957     | 1,48   |  |  |  |
| Exprimés       | Exprimés                    | Exprimés       | 63 562  | 98,52  |  |  |  |

Le suppléant de Michel Voisin était Olivier Eyraud, agriculteur, conseiller général du canton de Reyrieux.

### Élections de 2012
| Candidat       | Candidat                    | Parti          | Premier tour | Premier tour | Second tour | Second tour |  |
| Candidat       | Candidat                    | Parti          | Voix         | %            | Voix        | %           |  |
| -------------- | --------------------------- | -------------- | ------------ | ------------ | ----------- | ----------- |  |
|                | Michel Voisin sortant réélu | UMP            | 20 050       | 40,73        | 26 175      | 56,96       |  |
|                | Guillaume Lacroix           | PRG (PS)       | 15 419       | 31,32        | 19 780      | 43,04       |  |
|                | Corinne Mossire             | RBM (FN)       | 9 390        | 19,07        |             |             |  |
|                | Daniel Blatrix              | FG (PCF)       | 1 560        | 3,17         |             |             |  |
|                | Nicolas Zielinski           | EÉLV           | 1 521        | 3,09         |             |             |  |
|                | Michèle Vianès              | DLR            | 635          | 1,29         |             |             |  |
|                | Laurence Mayer              | AÉI            | 300          | 0,61         |             |             |  |
|                | Jean-François Mortel        | NPA            | 192          | 0,39         |             |             |  |
|                | Électre Dracos              | LO             | 163          | 0,33         |             |             |  |
|                |                             |                |              |              |             |             |  |
| Inscrits       | Inscrits                    | Inscrits       | 84 591       | 100,00       | 84 589      | 100,00      |  |
| Abstentions    | Abstentions                 | Abstentions    | 34 710       | 41,03        | 37 384      | 44,19       |  |
| Votants        | Votants                     | Votants        | 49 881       | 58,97        | 47 205      | 55,81       |  |
| Blancs et nuls | Blancs et nuls              | Blancs et nuls | 651          | 1,31         | 1 250       | 2,65        |  |
| Exprimés       | Exprimés                    | Exprimés       | 49 230       | 98,69        | 45 955      | 97,35       |  |

Le suppléant de Michel Voisin était Christian Chanel, cadre bancaire, conseiller général du canton de Péronnas, maire de Péronnas.

### Élections de 2017
|                                                                        |                                                                                 |                           |                           |                          |                          |
|                                                                        |                                                                                 | Premier tour 11 juin 2017 | Premier tour 11 juin 2017 | Second tour 18 juin 2017 | Second tour 18 juin 2017 |
|                                                                        |                                                                                 |                           |                           |                          |                          |
|                                                                        |                                                                                 | Nombre                    | % des inscrits            | Nombre                   | % des inscrits           |
| Inscrits                                                               | Inscrits                                                                        | 89 390                    | 100,00                    | 89 382                   | 100,00                   |
| Abstentions                                                            | Abstentions                                                                     | 45 625                    | 51,04                     | 51 079                   | 57,15                    |
| Votants                                                                | Votants                                                                         | 43 765                    | 48,96                     | 38 303                   | 42,85                    |
|                                                                        |                                                                                 |                           | % des votants             |                          | % des votants            |
| Bulletins blancs                                                       | Bulletins blancs                                                                | 521                       | 1,19                      | 2 670                    | 6,97                     |
| Bulletins nuls                                                         | Bulletins nuls                                                                  | 211                       | 0,48                      | 697                      | 1,82                     |
| Suffrages exprimés                                                     | Suffrages exprimés                                                              | 43 033                    | 98,33                     | 34 936                   | 91,21                    |
|                                                                        |                                                                                 |                           |                           |                          |                          |
| Candidat Étiquette politique (partis et alliances)                     | Candidat Étiquette politique (partis et alliances)                              | Voix                      | % des exprimés            | Voix                     | % des exprimés           |
|                                                                        |                                                                                 |                           |                           |                          |                          |
|                                                                        | Stéphane Trompille La République en marche !                                    | 15 492                    | 36,00                     | 22 532                   | 64,50                    |
|                                                                        | Blanche Chaussat Front national                                                 | 7 964                     | 18,51                     | 12 404                   | 35,50                    |
|                                                                        | Guy Billoudet Les Républicains (Chasse, pêche, nature et traditions)            | 7 178                     | 16,68                     |                          |                          |
|                                                                        | Line Huguet La France insoumise                                                 | 3 426                     | 7,96                      |                          |                          |
|                                                                        | Muriel Luga-Giraud Union des démocrates et indépendants                         | 3 164                     | 7,35                      |                          |                          |
|                                                                        | Sylviane Chêne Parti radical de gauche (Parti socialiste - Génération écologie) | 2 025                     | 4,71                      |                          |                          |
|                                                                        | Anne Partensky-Leibman Europe Écologie Les Verts                                | 1 391                     | 3,23                      |                          |                          |
|                                                                        | Annick Veillerot Debout la France                                               | 860                       | 2,00                      |                          |                          |
|                                                                        | Olivia Symniacos Parti animaliste                                               | 459                       | 1,07                      |                          |                          |
|                                                                        | Catherine Lattard Parti communiste français (Ensemble !)                        | 348                       | 0,81                      |                          |                          |
|                                                                        | Yves Antoinette Parti du vote blanc                                             | 232                       | 0,54                      |                          |                          |
|                                                                        | Thierry Loubignes Union populaire républicaine                                  | 199                       | 0,46                      |                          |                          |
|                                                                        | Electre Dracos Lutte ouvrière                                                   | 198                       | 0,46                      |                          |                          |
|                                                                        | Xavier Adam Parti pirate                                                        | 97                        | 0,23                      |                          |                          |
| Source : Ministère de l'Intérieur - Quatrième circonscription de l'Ain |                                                                                 |                           |                           |                          |                          |

La suppléante de Stéphane Trompille était Emmanuelle Maugé, manager chez EDF, de Vonnas.

### Élections de 2022
Les élections législatives françaises de 2022 se déroulent les dimanches 12 et 19 juin 2022.
| Candidat                 | Candidat                 | Parti et coalition       | Nuance                   | Premier tour | Premier tour | Second tour | Second tour |
| Candidat                 | Candidat                 | Parti et coalition       | Nuance                   | Voix         | %            | Voix        | %           |
| ------------------------ | ------------------------ | ------------------------ | ------------------------ | ------------ | ------------ | ----------- | ----------- |
|                          | Jérôme Buisson           | RN                       | RN                       | 11 116       | 24,82        | 22 601      | 62,27       |
|                          | Philippe Lerda           | LFI (NUPES)              | NUP                      | 7 786        | 17,38        | 13 696      | 37,73       |
|                          | Isabelle Seguin          | LREM (ENS)               | ENS                      | 7 317        | 16,34        |             |             |
|                          | Aurane Reihanian         | LR (UDC)                 | LR                       | 7 198        | 16,07        |             |             |
|                          | Stéphane Trompille       | LREM diss.               | DVC                      | 4 211        | 9,40         |             |             |
|                          | Benoît de Boysson        | REC                      | REC                      | 2 506        | 5,59         |             |             |
|                          | Ali Benmedjahed          | PRG                      | RDG                      | 2 215        | 4,95         |             |             |
|                          | Nicolas Favre            | PA                       | ECO                      | 1 119        | 2,50         |             |             |
|                          | Annick Veillerot         | DLF (UPF)                | DSV                      | 562          | 1,25         |             |             |
|                          | Sacha Forca              | LMR                      | DVD                      | 443          | 0,99         |             |             |
|                          | Sylvain Cousson          | LO                       | DXG                      | 308          | 0,69         |             |             |
|                          | Alban Defrasne           | PP                       | DVG                      | 11           | 0,02         |             |             |
|                          |                          |                          |                          |              |              |             |             |
| Votes valides            | Votes valides            | Votes valides            | Votes valides            | 44 792       | 98,14        | 36 297      | 84,02       |
| Votes blancs             | Votes blancs             | Votes blancs             | Votes blancs             | 638          | 1,40         | 5 450       | 12,62       |
| Votes nuls               | Votes nuls               | Votes nuls               | Votes nuls               | 209          | 0,45         | 1 454       | 3,37        |
| Total                    | Total                    | Total                    | Total                    | 45 639       | 100          | 43 201      | 100         |
| Abstention               | Abstention               | Abstention               | Abstention               | 49 258       | 51,91        | 51 702      | 54,48       |
| Inscrits / participation | Inscrits / participation | Inscrits / participation | Inscrits / participation | 94 897       | 48,09        | 94 903      | 45,52       |

Le suppléant de Jérôme Buisson était Christophe Maitre, commerçant à Bourg-en-Bresse.

### Élections de 2024
Député sortant : Jérôme Buisson (Rassemblement national)
| Candidat                 | Candidat                 | Parti et coalition       | Nuance                   | Premier tour | Premier tour | Second tour | Second tour |
| Candidat                 | Candidat                 | Parti et coalition       | Nuance                   | Voix         | %            | Voix        | %           |
| ------------------------ | ------------------------ | ------------------------ | ------------------------ | ------------ | ------------ | ----------- | ----------- |
|                          | Jérôme Buisson           | RN                       | RN                       | 30 221       | 46,01        | 33 186      | 51,35       |
|                          | Christophe Coquelet      | HOR (ENS)                | ENS                      | 14 367       | 21,87        | 31 437      | 48,65       |
|                          | Charline Liotier         | LE (NFP)                 | UG                       | 13 113       | 19,96        | Retrait     | Retrait     |
|                          | Guy Billoudet            | LR                       | LR                       | 7 179        | 10,93        |             |             |
|                          | Sylvain Cousson          | LO                       | EXG                      | 706          | 1,06         |             |             |
|                          | Jérémy Nicaud            | SE                       | DIV                      | 85           | 0,13         |             |             |
|                          | Yannick Bresson          | SE                       | DIV                      | 17           | 0,03         |             |             |
|                          |                          |                          |                          |              |              |             |             |
| Votes valides            | Votes valides            | Votes valides            | Votes valides            | 65 688       | 97,20        | 64 623      | 95,40       |
| Votes blancs             | Votes blancs             | Votes blancs             | Votes blancs             | 1 361        | 2,01         | 2 401       | 3,54        |
| Votes nuls               | Votes nuls               | Votes nuls               | Votes nuls               | 531          | 0,79         | 715         | 1,06        |
| Total                    | Total                    | Total                    | Total                    | 67 580       | 100          | 64 623      | 100         |
| Abstention               | Abstention               | Abstention               | Abstention               | 28 539       | 29,69        | 28 394      | 29,54       |
| Inscrits / participation | Inscrits / participation | Inscrits / participation | Inscrits / participation | 96 119       | 70,31        | 96 133      | 70,46       |

Le suppléant de Jérôme Buisson est Josselin Dumas, de Trévoux.